# Coast to Coast (мініальбом Коді Сімпсона)
Coast to Coast (укр. Від узбережжя до узбережжя) — другий міні-альбом австралійського співака Коді Сімпсона. Він вийшов 20 вересня 2011 року на лейблах Atlantic Records і Warner Records. Сімпсон повідомив дату релізу в Твіттері 18 липня 2011 року. З шести треків, лише дві пісні написані в співавторстві із Сімпсоном, а решта чотири написали інші автори пісень.

## Випуск
Сімпсон оголосила дату виходу мініальбому в Твіттері 18 липня 2011 року, під тією ж назвою, що і його поточний тур — Coast to Coast. Сингл «All Day» з попереднього мініальбому Сімпсона 4 U ввійшов до австралійської версії Coast to Coast.
Для кількох пісень з мініальбому були зроблені ліричні відео. Ліричне відео на сингл «Angel» було опубліковане на YouTube 10 вересня; ліричне відео на пісню «Not Just You» було опубліковане 16 вересня. «Not Just You» спочатку була написана і заспівана Насрі Атвеном ще в 2009 році. «Crazy But True» опубліковано 24 вересня.
17 вересня 2011 року повний міні-альбом став доступний для потокового відтворення на офіційному сайті Коді Сімпсона. 21 вересня 2011 року сингл «Not Just You» посів #1 серед безкоштовних сингл в iTunes.

## Концертний тур
Сімпсон провів концертний тур підтримку міні-альбому Coast to Coast, виступаючи в різних торгових центрах Сполучених Штатів. З 6 серпня по 18 вересня 2011 року Сімпсон виступав в рамках промо-туру Coast to Coast Mall Tour. Вів розпочався в Лейк-Гров, штат Нью-Йорк в торговому центрі Smith Haven Mall і закінчилося в Лос-Анджелесі, штат Каліфорнія в торговому центрі The Block At Orange.

## Сингли
«On My Mind» стала першою піснею з міні-альбому Coast to Coast. Пісня була написана Джулі Фрост, Фрейзером Смітом, Майком Кареном та Насрі. Вона була випущена 23 квітня 2011 року. Для завантаження в iTunes сингл став доступним 23 травня 2011 року. Пісня посіла #32 в U.S. Social Chart. Музичне відео на пісню було опубліковане 17 червня 2011 року. Відео зрежисував Тревіс Копач, а у зніманні взяла участь танцівниця/актриса Гейлі Болдвін.
«Not Just You». Музичне відео на сингл «Not Just You» було опубліковане 11 жовтня 2011 року, режисером якого став Романом Вайтом. Кліп знімали на Venice Beach, а також в центрі Лос-Анджелеса.
«Angel» став третім синглом мініальбому. Він вийшов 16 грудня 2011 року, а режисерами музичного відео стали Коді Сімпсон і Метт Грем.

## Трек-лист
| #  | Назва             | Автор                                               | Продюсер       | Тривалість |
| -- | ----------------- | --------------------------------------------------- | -------------- | ---------- |
| 1. | «Good as It Gets» | Натаніель Гіллс, Кевін Коссом, Марселла Араїка      | Danja          | 3:45       |
| 2. | «Crazy but True»  | Натаніель Гіллс, Кевін Коссом, Марселла Араїка      | Danja          | 3:57       |
| 3. | «On My Mind»      | Джулі Фрост, Фрейзер Сміт, Майк Карен, Насрі        | Фрейзер Сміт   | 3:12       |
| 4. | «Not Just You»    | Насрі, Адам Мессінгер                               | The Messengers | 4:17       |
| 5. | «All Day»         | Коді Сімпсон, Кріс Айворі, Едвін «Ліл Едді» Серрано | Шон Кемпбелл   | 3:07       |
| 6. | «Angel»           | Коді Сімпсон, Насрі, Адам Мессінгер                 | The Messengers | 3:40       |

| Цільові бонус-треки | Цільові бонус-треки | Цільові бонус-треки                    | Цільові бонус-треки |
| #                   | Назва               | Автор                                  | Тривалість          |
| ------------------- | ------------------- | -------------------------------------- | ------------------- |
| 7.                  | «Crash»             | Едвін «Ліл Едді» Серрано, Коді Сімпсон | 3:31                |
| 8.                  | «Ends with You»     | Алекс Дезен, Сем Гук                   | 2:45                |

| Австралійське видання | Австралійське видання                             | Австралійське видання                               | Австралійське видання | Австралійське видання |
| #                     | Назва                                             | Автор                                               | Продюсер              | Тривалість            |
| --------------------- | ------------------------------------------------- | --------------------------------------------------- | --------------------- | --------------------- |
| 1.                    | «On My Mind»                                      | Джулі Фрост, Фрейзер Сміт, Майк Карен, Насрі        | Фрейзер Сміт          | 3:12                  |
| 2.                    | «Good as It Gets»                                 | Натаніель Гіллс, Кевін Коссом, Марселла Араїка      | Danja                 | 3:45                  |
| 3.                    | «All Day»                                         | Коді Сімпсон, Кріс Айворі, Едвін «Ліл Едді» Серрано | Шон Кемпбелл          | 3:07                  |
| 4.                    | «Angel»                                           | Коді Сімпсон, Насрі, Адам Мессінгер                 | The Messengers        | 3:40                  |
| 5.                    | «Crash»                                           | Едвін «Ліл Едді» Серрано, Коді Сімпсон              | Шон Кемпбелл          | 3:31                  |
| 6.                    | «Crazy but True»                                  | Натаніель Гіллс, Кевін Коссом, Марселла Араїка      | Danja                 | 3:57                  |
| 7.                    | «Not Just You»                                    | Насрі, Адам Мессінгер                               | The Messengers        | 4:17                  |
| 8.                    | «On My Mind» (Karsten Delgado and Mani Myles Mix) | Джулі Фрост, Фрейзер Сміт, Майк Карен, Насрі        |                       | 4:17                  |

## Чарти
У Сполучених Штатах міні-альбом дебютував під номером 12 в чарті Billboard 200 з 24000 проданих копій за перший тиждень. В Австралії Coast to Coast дебютував під номером 26 в чарті ARIA Charts, а вже за тиждень піднявся на 16 позицію.
| Країна    | Чарт          | Найвища позиція |
| --------- | ------------- | --------------- |
| Австралія | ARIA Charts   | 16              |
| США       | Billboard 200 | 12              |